# Jacques Commandeur
Jacques Commandeur (Den Haag, 26 februari 1935 - Amsterdam, 29 december 2008) was een Nederlands acteur.
Na zijn debuut in 1960 bij het Rotterdams Toneel speelde hij jarenlang in de Stadsschouwburg Amsterdam, aanvankelijk voor De Nederlandse Comedie en later voor Toneelgroep Amsterdam.
Hij was ook verbonden aan Toneelgroep Centrum, waar hij veel oorspronkelijk Nederlands repertoire speelde, zoals De verzoeking naar de novelle van Hugo Claus, Keefman naar een verhaal van Jan Arends en de vader in Gerben Hellinga's bewerking van Kees de jongen naar het boek van Theo Thijssen. In de jaren 60 en 70 gaf hij les op de Amsterdamse Toneelschool. In 2001 is hij met toneelpensioen gegaan.
Commandeur speelde in de de film Soldaat van Oranje (1977) een bijrol als rekruteringsofficier. Hij werkte verder mee aan vele tv-producties. Bij het televisiepubliek is Commandeur vooral bekend door zijn rol van 'Patiënt nr. 4' in de televisieserie Wij, Alexander en door zijn rol naast Willeke Alberti in De kleine waarheid.